# Пиявка двуглазая
Пиявка двуглазая, или клепсина двуглазая (лат. Helobdella stagnalis) — кольчатый червь из семейства плоских пиявок (Glossiphoniidae) подкласса пиявок.

## Описание
Длина тела 8-12 мм, ширина 2-4 мм. Тело короткое, широкое, сплюснуто в спинно-брюшном направлении. Тело серовато-белого, кремового цвета, с большим числом бурых точек на спинной стороне. Отличительным признаком вида является линзообразная пластинка жёлтого либо коричневого цвета на спине между 12-м и 13-м кольцами. Также у этой пиявки всего одна пара глаз, причем довольно крупных.

## Ареал
Один из самых распространенных видов пиявок. Населяет северную половину Евразии, север Африки, обитает также в Северной и Южной Америке, где обитает не менее 20 видов из этого же рода.

## Биология
Обитает в стоячих и в текучих водоемах — на растениях и камнях, к которым они прикрепляются при помощи своих присосок. Предпочитает небольшие стоячие заросшие водоёмы. Является a-мезосапробом, зарегистрирована при кислотности 6,0. Питается мелкими беспозвоночными — червями, личинками насекомых, моллюсками.